# Stade Roi-Saud
Le stade Roi-Saud-bin-Abdul-Aziz (en arabe : مدينة الملك سعود بن عبد العزيز الرياضية), est un stade multisports saoudien situé dans la ville d'Al Bahah, dans la province du même nom.
Le stade a pour club résident: Al-Aïn FC.